# Хиддинк, Гус
Гус Хи́ддинк (нидерл. Guus Hiddinkо файле, МФА: [ˈɣys ˈɦɪdɪŋk]; род. 8 ноября 1946, Варссевелд, Гелдерланд) — нидерландский футбольный тренер, ранее выступавший как футболист на позиции полузащитника. Известен как успешный наставник ряда сильнейших европейских клубов и нескольких сборных. Заслуженный тренер России. На клубном уровне Хиддинк известен по работе с командами ПСВ, «Фенербахче», «Валенсия», «Реал Мадрид», «Реал Бетис» и «Челси»: с ПСВ он выигрывал Кубок европейских чемпионов в сезоне 1987/1988, а с мадридским «Реалом» выиграл Межконтиненальный кубок в 1998 году.
Хиддинк известен преимущественно по работам с национальными сборными на крупных международных турнирах. Так, в 1996—1998 годах Хиддинк тренировал сборную Нидерландов, с которой вышел в четвертьфинал чемпионата Европы 1996 года и занял 4-е место на чемпионате мира 1998 года. В 2002 году он довёл до полуфинала и итогового 4-го места на чемпионате мира сборную Южной Кореи. В 2005—2006 годах возглавлял сборную Австралии, которая обыграла в стыковых матчах в серии пенальти Уругвай, выйдя на чемпионат мира впервые за 32 года и впервые в истории выйдя в плей-офф. С 2006 по 2010 год — главный тренер сборной России, с которой вышел на чемпионат Европы 2008 года, обойдя в группе Англию, и помог команде впервые за 20 лет преодолеть групповой этап, а также стать бронзовым призёром чемпионата Европы; в то же время со сборной России он не попал на чемпионат мира 2010 года. В дальнейшем Хиддинк тренировал сборные Турции и Нидерландов, а также олимпийскую сборную Китая, но крупных успехов с ними не добился.

## Ранние годы
Гус Хиддинк родился 8 ноября 1946 года в нидерландском городе Варссевелд, недалеко от границы с Германией. Гус — третий ребёнок из шести сыновей Геррита Хиддинка, его братья — Вим, Ханс, Рене, Арнольд и Карел. Его отец — Геррит Хиддинк (23 сентября 1916 — 23 июня 2009), работал долгое время школьным учителем в Варссевелде, с 1955 по 1980 год был директором местной школы. Мать — Йо (скончалась в октябре 2008 года). Дед — Ян-Виллем Принсен, кузнец и охотник. Хиддинки проживали в Варссевелде на протяжении нескольких веков; в честь их предка — «деда Хидда» — были названы мост и плотина.
Геррит Хиддинк был членом нидерландского движения Сопротивления во время Второй мировой войны, укрывавшим евреев от оккупационной администрации: он переправлял сбитых союзных лётчиков во Францию, Швейцарию и Испанию, за что был награждён орденом Оранских-Нассау и произведён в рыцари. Также он получил награду от генерала Дуайта Эйзенхауэра и благодарность от Государства Израиль за спасение множества евреев Нидерландов от нацистов. По рассказам современников, оккупационные власти назначили Геррита ответственным за распределение талонов на питание: однажды он инсценировал ограбление рабочего кабинета, сообщив гитлеровцам о хищении талонов, а сам тайно передал их гражданским лицам, чтобы те смогли купить хоть какую-то еду. В свободное время Геррит играл в футбол за городскую команду «Вассерфельде», одним из основателем которой и являлся (сохраняя пост почётного члена клуба), а также был футбольным арбитром.
Все братья Гуса в детстве также играли в футбол, а позже в той или иной мере связали свою жизнь с футболом: среди них были скаут футбольного клуба, школьный учитель английского, преподаватель физкультуры и финансовый менеджер. Исключением стал Ханс, который отказался от любых футбольных выступлений, поскольку Гус, будучи младшим братом, постоянно обыгрывал Ханса. В итоге Ханс Хиддинк сделал карьеру джазового музыканта, играющего на гитаре и банджо: джазом он увлёкся после службы на флоте.
По словам журналиста Мартина Мейера, Хиддинк в юности был членом разных местных молодёжных групп, занимавшихся хулиганством и мелкими преступлениями, но совершённые ими дела «по современным стандартам просто невинны».

## Карьера игрока
Хиддинк начал карьеру игрока в любительском клубе «Варссевелд» в возрасте 13 лет, а в возрасте 19 лет он подписал контракт с клубом «Де Графсхап», дебютировав в его составе в 1967 году и проведя там большую часть своей карьеры. В 1970 году выступал за ПСВ, но, уступив в борьбе за место в основе, через год вернулся в «Де Графсхап», где выступал вплоть до 1976 года. Хиддинк выступал в Североамериканской футбольной лиге за «Вашингтон Дипломатс» и «Сан-Хосе Эртквейкс».

## Карьера тренера: от ПСВ до «Реал Бетиса»
В 1982 году Гус подписал договор с футбольной командой дутинхемского клуба «Де Графсхап», при этом оставаясь тренером юношеской команды спецшколы для отстающих в развитии детей. На должности школьного учителя Гус проработал почти 10 лет (до 1984 года).
Журналист Мартин Мейер отметил, что за время работы в школе у Хиддинка сформировался один из важнейших принципов его работы — никогда публично не упрекать игроков за проигранные матчи.

### ПСВ
В 1987 году Хиддинк начал самостоятельную тренерскую карьеру, возглавив ПСВ, в тренерский штаб которого входил ранее. С первой же попытки тренеру удалось выиграть чемпионат Нидерландов. В сезоне 1987/1988 подопечные Хиддинка добились уникального достижения: ПСВ удалось завоевать «требл», поочерёдно одержав победы в чемпионате и Кубке Нидерландов, а также в первый (и единственный) раз в истории выиграть Кубок европейских чемпионов.
По собственным словам, в 1988 году Хиддинк присутствовал на финальном матче чемпионата Европы между сборными Нидерландов и СССР: он занимал место за воротами Рината Дасаева, когда Марко ван Бастен забил свой известный гол.
В финале Кубка европейских чемпионов 1987/1988 была обыграна португальская «Бенфика». На следующий год ПСВ выиграл «золотой дубль», ограничившись лишь национальными победами (в Кубке чемпионов ПСВ вылетел на стадии четвертьфинала). В 1990 году ПСВ выиграл очередной Кубок Нидерландов, после чего Хиддинк покинул команду.
Хиддинк говорил, что очень долго работал в ПСВ вообще без официального контракта, не подписывая никакие бумаги, однако в дальнейшем его попросили всё же кое-что подписать для официальных клубных документов.

### «Фенербахче»
После ухода из ПСВ в июле 1990 года возглавил один из грандов турецкого футбола «Фенербахче». Однако в турецком клубе дела у Хиддинка сложились не лучшим образом и, не доработав даже до конца сезона, он покинул клуб.

### «Валенсия»
В 1991 году Хиддинк перебрался в Испанию, где возглавил «Валенсию», которую тренировал на протяжении трёх сезонов. Несмотря на то, что «Валенсия» всегда оставалась в зоне еврокубков, завоевать трофеев и навязать серьёзной борьбы за чемпионство команде не удалось. Осенью 1993 года Хиддинк оставил занимаемый пост, но весной 1994 года вернулся в «Валенсию», которую возглавлял до конца сезона.
Одним из подопечных Хиддинка в «Валенсии» был Игорь Корнеев, позже ставший его помощником в сборной России.

### Сборная Нидерландов
Хиддинк возглавил сборную Нидерландов 1 января 1995 года. На чемпионате Европы 1996 сборная дошла до стадии 1/4 финала, где в серии пенальти уступила французам. Чемпионат мира 1998 сложился для голландцев более удачно: команда дошла до полуфинала, вновь проиграв в серии пенальти (на этот раз сборной Бразилии). В матче за 3-е место подопечные Хиддинка со счётом 1:2 уступили сенсации чемпионата сборной Хорватии. После этого тренер оставил занимаемый пост.
Основным принципом работы Хиддинка стала строжайшая дисциплина, приверженность которой он продемонстрировал на Евро-1996, когда отозвал из сборной Эдгара Давидса за невнимание к его правилам. В сборной Хиддинк придерживался схемы 4—4—2, с выдвинутыми вперёд флангами и поддержкой опорных полузащитников.
Хиддинк заставлял игроков сборной Нидерландов работать с полной выкладкой на следующий же день после тура национального чемпионата, о чём позже неоднократно сожалел.
Одним из ценных игроков в составе сборной Нидерландов при Хиддинке был Пьер ван Хойдонк, который при выходе в стартовом составе смотрелся неубедительно, но при выходе на замену придавал команде значительную мощь и скорость.

### «Реал Мадрид»
Летом 1998 года Хиддинк возглавил «Реал Мадрид», с которым выиграл Межконтинентальный кубок, однако из-за плохих результатов в чемпионате Испании в феврале 1999 года был уволен (команда на момент увольнения занимала 6-е место, а по пропущенным мячам делила последне место с «Саламанкой»). Отработал в клубе семь месяцев из двух лет контракта, получив от болельщиков обидное прозвище blando (слабак).
Хиддинк, носивший усы, пообещал болельщикам «Реала», что сбреет их в случае победы команды на Межконтинентальном кубке. Клуб победил, а главный тренер сдержал обещание. С декабря 1998 года не носит усов.

### «Реал Бетис»
В 2000 году возглавил «Реал Бетис», с которым ему также не удалось добиться высоких мест в чемпионате, и на следующий день после поражения от «Мальорки» (0:4, 30 апреля) был отправлен в отставку. Под руководством Хиддинка «Реал Бетис» выиграл один матч из тринадцати, а команда по итогам сезона-1999/2000 покинула высший дивизион.

## Тренер сборной Южной Кореи
1 января 2000 года Хиддинк возглавил сборную Республики Корея, которой предстояло через два года выступить на домашнем чемпионате мира. Хиддинк, по собственным словам, мог готовить сборную к чемпионату мира как клубную команду, поскольку игроки были в его полном распоряжении. Корейская федерация футбола решила изменить жизнь K-лиги таким образом, что игроки оказывались в распоряжении Хиддинка минимум три недели в каждом месяце. Ставку Хиддинк сделал на физическую подготовку корейцев, рассчитывая вывести её на такой уровень, чтобы Корея смогла измотать противников. Идея Хиддинка о высоких физических нагрузках сочеталась с особенностями корейского менталитета: по его словам, корейцы очень трудолюбивы и готовы страдать во имя достижения большой цели. Перед стартом чемпионата мира позиция корейцев в рейтинге ФИФА варьировалась в районе 40-го места, однако, несмотря на статус аутсайдера, в Корее допускали и негативный сценарий в виде первого в истории невыхода хозяев из группы. Однако подопечные Хиддинка успешно преодолели групповой этап, победив в первом туре Польшу со счётом 2:0, сыграв во втором туре вничью с США (1:1) и обыграв в третьем туре Португалию (1:0). Благодаря этим результатам команда заняла первое место в группе. Проведение чемпионата мира в Южной Корее и успехи национальной сборной привели к многократному росту популярности футбола в стране, выраженному также и в росте посещаемости матчей чемпионата мира.
В матче 1/8 финала корейцы переиграли в дополнительное время сборную Италии со счётом 2:1, хотя победа отчасти была омрачена ошибками эквадорца Байрона Морено в пользу корейцев. Хозяева чемпионата мира могли открыть счёт с пенальти, но на 5-й минуте удар Ан Джон Хвана взял Джанлуиджи Буффон. Корейцы пропустили на 18-й минуте гол от Кристиана Виери, и почти всю игру итальянцы сдерживали их натиск. Хиддинк по ходу встречи пошёл на риск и сделал все три замены, убрав с поля трёх защитников и оставив в качестве номинального только Чхве Джин Чхоля, однако ставка оправдалась: на 88-й минуте Соль Ги Хён после ошибки Кристиана Пануччи сравнял счёт. Чха Ду Ри мог преподнести сенсацию уже на последних минутах второго тайма, однако его удар через себя сумел парировать Буффон. Был назначен овертайм, в ходе которого Байрон Морено показал крайне спорную вторую жёлтую Франческо Тотти за симуляцию в штрафной с целью заработать пенальти, а также отменил чистый гол Дамиано Томмази. На 117-й минуте Ан Джон Хван, выиграв верховую борьбу у Паоло Мальдини, нанёс точный удар головой и принёс корейцам сенсационную победу со счётом 2:1.
Корейская пресса с ликованием встретила победу над Италией, которую сравнивали с успехом 36-летней давности сборной КНДР, которая также победила на чемпионате мира Италию, но со счётом 1:0 и на групповом этапе, выйдя при этом в четвертьфинал в соответствии с формулирой того турнира. Комментируя победу своих подопечных над Италией, Хиддинк заявил, что его игроки добились успеха благодаря «адской работе» на тренировках, и отверг обвинения некоторых журналистов в употреблении допинга, заявив, что никакая фармакология не может заставить человека бежать быстрее обычного. Результат двухмесячной работы над сборной, по его словам, позволил корейской команде совершить невероятный рывок в тактическом плане, а команда продемонстрировала колоссальный боевой дух. По воспоминаниям Хиддинка, корейцы после одержанных побед на турнире неоднократно подбрасывали его в воздух, отмечая свой успех.
В матче 1/4 финала корейцы переиграли в серии пенальти сборную Испании (победа в серии 5:3), хотя и там не обошлось без ошибок египетского арбитра Джамаля аль-Гандура, дважды не засчитавшего чистые голы сборной Испании (первый гол был не засчитан якобы из-за фола испанцев в атаке, второй — из-за ухода мяча за лицевую, что не подтвердилось видеоповторами)
В полуфинале сборная уступила сборной Германии со счётом 0:1, а в матче за 3-е место уступила сборной Турции 2:3, заняв 4-е место, что всё равно считалось грандиозным успехом сборной.
По итогам чемпионата Хиддинк стал считаться в стране национальным героем и получил ряд льгот. В частности, ему первым предоставили звание почётного гражданина Республики Корея, подарили виллу на острове Чеджудо, предоставили право бесплатного проезда на такси в городах Республики Корея и бесплатных рейсов компаниями Korean Air и Asiana Airlines, а также право пожизненного бесплатного потребления пива в корейских барах.
В честь Хиддинка был переименован стадион в городе Кванджу, на котором прошло несколько матчей чемпионата мира.

## От ПСВ до Австралии

### ПСВ
В 2002 году Хиддинк вернулся на родину и принял на себя обязанности тренера ПСВ. В 2003 году завоевал Суперкубок Нидерландов. Во время своего второго пребывания в команде выиграл три чемпионата Нидерландов (2002/03, 2004/05, 2005/06). Наиболее удачным для ПСВ получился сезон 2004/2005: команда выиграла «золотой дубль», завоевав и национальный кубок, а также дошла до полуфинала Лиги чемпионов, где по итогам двух матчей уступила «Милану». В июле 2005 года Хиддинк после долгих уговоров покинул «ПСВ», приняв сборную Австралии.

### Сборная Австралии
На посту тренера сборной Австралии Хиддинк сменил Фрэнка Фарину, который ушёл в отставку после того, как сборная Австралии провалилась на Кубке конфедераций, проиграв все три матча. Перед австралийской командой стояла задача попасть на чемпионат мира в Германии. Австралийцы были настолько пессимистически настроены, что постоянно спрашивали Хиддинка, какой смысл он находит в работе со сборной, которая не выходила на чемпионаты мира с 1974 года; Хиддинк же отвечал, что хочет выйти именно с этой командой на чемпионат мира. Костяк сборной составляли игроки европейских чемпионатов, большая часть которых выступала в Англии за такие клубы, как «Мидлсбро» (Марк Шварцер, Марк Видука), «Ньюкасл» (Крэйг Мур), «Эвертон» (Тим Кэхилл), «Ливерпуль» (Харри Кьюэлл), «Фулхэм» (Ахмед Элрич) и «Бирмингем» (Стэн Лазаридис), однако они не обладали должным уровнем подготовки. Тем не менее, президент Футбольной федерации Австралии Фрэнк Лоуи полагал, что состав команды вполне мощный, а ей необходим только хороший тренер.
По ходу своей работы Хиддинку пришлось избавить австралийцев от множества «старомодных» привычек и научить их играть в современный футбол. В первом стыковом матче австралийцы проиграли сборной Уругвая 0:1 в Монтевидео. В ответной встрече, состоявшейся вечером 16 ноября 2005 года, сборная Австралии забила единственный гол в основное время усилиями Марко Брешиано; в овертайме не отличилась ни одна из сборных, а в серии пенальти австралийцы вырвали победу у Уругвая, впервые с 1974 года выйдя на чемпионат мира. Для подготовки к стыковым матчам Хиддинк серьёзно нагрузил команду в плане физической подготовки, отменив даже контрольные матчи. В частности, он потребовал от Марка Видуки и ещё нескольких игроков в течение четырёх недель сбросить вес, и Видука подчинился требованию, сбросив три с половиной килограмма. По мнению Хиддинка, английские тренеры очень плохо готовили австралийцев, что и сказывалось на их слабой физической форме.
В канун чемпионата мира австралийцы находились в четвёртом десятке рейтинга ФИФА. Австралийцы попали в группу F к сборным Японии, Бразилии и Хорватии: в первой же игре австралийцы уступали Японии со счётом 0:1 при 35-градусной жаре, однако в последние три минуты сумели забить трижды и вырвать победу со счётом 3:1. Во втором матче Австралия уступила Бразилии со счётом 0:2, а в третьем матче добилась ничьей против Хорватии (2:2), выйдя в плей-офф со второго места. В 1/8 финала австралийцы проиграли Италии со счётом 0:1, пропустив гол с пенальти в компенсированное время: пенальти был назначен при крайне спорных обстоятельствах. Успех австралийцев был обеспечен во многом благодаря работе Гуса Хиддинка: благодаря должной физической подготовке австралийцы смотрелись как серьёзная атлетическая команда.
В Австралии Хиддинк стал весьма популярен. На матчах сборной болельщики разворачивали такие плакаты, как «No Guus, No Glory» (с англ. — «Нет Гуса, нет славы»), «In Guus We Trust» (с англ. — «На Гуса уповаем») и т. п. В выходе австралийцев из группы свою роль сыграли высокая физическая и тактическая подготовка, а также неформальная обстановка в сборной: игроки не находились под постоянным напряжением и не испытывали скованность при выступлениях. Сам Хиддинк говорил, что австралийцы были очень амбициозны при не самом звёздном уровне игроков.

## Тренер сборной России

### Приглашение
Идею приглашения Хиддинка в сборную России подал владелец «Челси» Роман Абрамович, помощник которого Евгений Таненбаум вышел на связь с Хиддинком в феврале 2006 года. Чуть позже в нидерландском аэропорту Схипхол Абрамович встретился с Хиддинком и попросил его обдумать идею возглавить сборную России. В то же время Футбольная ассоциация Англии также была заинтересована в переговорах с Хиддинком, рассматривая его кандидатуру наравне со Стивом Маклареном и Мартином О’Нилом: член правления «Арсенала» Дэвид Дин пытался договориться с Хиддинком об «интервью», но получил отказ. В итоге официального приглашения из Англии Хиддинку так и не последовало. Вскоре президент Российского футбольного союза Виталий Мутко встретился в Лондоне с Хиддинком и поддержал идею приглашения голландца в сборную. Официально контракт Хиддинка с Российским футбольным союзом был подписан 14 апреля 2006 года. Зарплата Хиддинка должна была составлять 2 млн евро в год без учёта налогов: её выплачивала «Национальная академия футбола» (фонд Романа Абрамовича), оплачивая также поездки, жильё в Москве и все налоги. Изначально Мутко собирался пригласить другого голландца, Дика Адвоката, который готовил сборную Кореи к чемпионату мира, а позже пришёл в «Зенит»: несмотря на предварительное согласование контракта со стороны РФС, против выступил Абрамович, отказавшийся платить зарплату Адвокату.

### Подготовка к отборочному циклу
После подписания контракта с РФС Хиддинк сосредоточился на подготовке сборной Австралии к чемпионату мира 2006 года. Приглашение Хиддинка было воспринято многими российскими тренерами в штыки: так, Валерий Газзаев был на первых порах одним из ярых противников приглашения иностранца на пост тренера сборной, однако в дальнейшем смягчил своё отношение к Хиддинку. 26 июня 2006 года на пресс-конференции в Кайзерслаутерне после игры 1/8 финала чемпионата мира между Австралией и Италией российские журналисты спросили Хиддинка, уверен ли он в возможности повторить успех сборных Австралии и Южной Кореи со сборной России. Хиддинк ответил, что у него не было такой уверенности. Присутствовавшие на конференции Олег Сокол («Советский спорт») и Игорь Рабинер («Спорт-Экспресс») приняли решение не упоминать заданный ими вопрос и полученный ответ в репортажах для своих изданий, поскольку не хотели усиливать волну возмущения по поводу назначения Хиддинка.
Через две недели после окончания чемпионата мира Хиддинк прибыл в Россию: первое время он проживал в московской гостинице Ararat Hyatt, располагавшейся недалеко от Государственной думы. Он поставил задачу сформировать в течение отбора к чемпионату Европы 2008 года команду и попытаться набрать очки в играх с Хорватией, Израилем и Англией, чтобы получить какие-то шансы на выход. Достаточно быстро Хиддинк сумел найти общий язык с игроками, тренерами и функционерами: руководство раменского «Сатурна» даже организовало торжественную встречу Хиддинка с последующим банкетом. До приезда Гуса Хиддинка сборная России проводила традиционно основные учебно-тренировочной сборы на подмосковной спортивной базе в Бору (Подмосковье). После приезда в Бор Хиддинк выразил своё крайнее недовольство обстановкой и условиями работы на базе, вследствие чего было приняты соответствующие меры. Отныне ни сборы, ни тренировки больше не проводились в Бору: команда собиралась в московских пятизвёздочных отелях, сборы проводились на центральных столичных стадионах.
Помощниками Гуса Хиддинка в тренерском штабе стали Игорь Корнеев и Александр Бородюк: несмотря на то, что Хиддинк не выделял «первого» или «второго» помощника, роль Бородюка была чуть более весомой, поскольку он обладал большим тренерским опытом по сравнению с Корнеевым, хотя и не работал на публику. Хиддинк говорил, что в его отсутствии «на хозяйстве» оставался именно Бородюк. Решения о стартовом составе и расстановке игроков на поле Хиддинк принимал только после обсуждения со штабом особенностей игры своей команды и противника. Некоторое время в команде работал техническим директором Йоп Алберда, однако когда в ноябре 2006 года для подготовки сборной России к игре против Македонии Алберда не угадал с выбором базы сборной, того позже отстранили от ведения серьёзной работы, а в 2007 году окончательно исключили из штаба Хиддинка. Сам Хиддинк не проживал в России постоянно, а приезжал в страну время от времени, наблюдая лишь часть матчей, за что его критиковали на первых порах: отчасти это было вызвано очковыми потерями на старте Евро-2008.

### Отбор на Евро-2008
Дебютным для Хиддинка стал товарищеский матч с Латвией 16 августа 2006 года (победа 1:0). В стартовых матчах отбора на чемпионат Европы 6 сентября и 7 октября сборная России сыграла вничью с Хорватией (0:0) и Израилем (1:1), показав в обоих случаях неубедительную игру и упустив победу против Израиля. Хиддинка подвергли критике не только из-за очковых потерь, но и из-за запрета своему помощнику, тренеру молодёжной сборной России Александру Бородюку ехать на ответный стыковой матч «молодёжки» против Португалии в рамках отбора на чемпионат Европы 2007 года (выиграв первый матч 4:1, россияне проиграли ответный 0:3 и не попали на Евро по правилу гола на чужом поле). Руководство РФС обвинило Бородюка в том, что он бросил молодёжную команду в неподходящий момент, однако Хиддинк заступился за Бородюка, закрыв тему непопадания молодёжного состава на Евро.
11 октября 2006 года россияне обыграли дома Эстонию со счётом 2:0, одержав первую в отборочном цикле победу; хотя контракт Хиддинка номинально истекал после окончания чемпионата Европы 2008 года, количество сторонников продления контракта после евротурнира стало расти. Хиддинк посещал по возможности матчи российских клубов в чемпионате России и еврокубках. Готовясь к гостевой игре против Северной Македонии, игроки российской сборной проводили сборы в санатории «Зелёная роща» в Сочи, который выбирал Йоп Алберда, однако в санатории игрокам не понравились ни питание, ни кровати в номерах. Вследствие этого РФС был вынужден по первому же зову перевезти всю сборную в отель «Рэдиссон-Лазурная». Подготовка сборной в новых условиях была сопряжена с резким омоложением состава: средний возраст игроков, вызванных в стартовый состав против Македонии, составил всего 24 года, а в стартовом составе вышли сразу семь игроков атакующего плана и всего три защитника, что расценивалось многими как рискованный вариант. Однако ставка на атаку принесла россиянам победу со счётом 2:0 благодаря двум голам, забитым ещё в первом тайме, и вывела команду на второе место в группе между командами Хорватии и Англии. Комментируя омоложение состава, Хиддинк отметил, что Алексей Смертин и Егор Титов сами недвусмысленно давали знать, что у них заканчивается мотивация для игры за сборную и они готовы уступить место молодёжи: в дальнейшем они больше не вызывались в команду.
Начало 2007 года для Хиддинка выдалось не самым удачным: его признали виновным в сокрытии имущества от налогообложения и приговорили к 6 месяцам тюрьмы условно и штрафу в 45 тысяч евро. Российские игроки, тренеры и функционеры заявили, что не считают Хиддинка виновным в совершении преступления и готовы продолжить с ним сотрудничество. 7 февраля того же года россияне в Амстердаме проиграли в товарищеском матче сборной Нидерландов со счётом 1:4, а 24 марта обыграли команду Эстонии 2:0. С учётом ухода Егора Титова из сборной и выпадения Евгения Алдонина из основы ЦСКА капитаном команды стал Андрей Аршавин. В июне 2007 года сборная России победила Андорру 4:0 и разыграла нулевую ничью с Хорватией в гостях: поскольку основной вратарь Игорь Акинфеев получил тяжелейшую травму в мае, его место в воротах в обоих матчах занял Вячеслав Малафеев. В августе того же года Виталий Мутко заговорил о возможном продлении контракта с Хиддинком до 2010 года, подтвердив заинтересованность РФС в сотрудничестве с Хиддинком, что произвело на голландца большое впечатление. 22 августа россияне провели матч экспериментальным составом с Польшей: ведя 2:0, россияне упустили преимущество, позволив полякам сравнять счёт (2:2), и были близки к поражению. Ситуация была осложнена тем, что по ходу матча из-за травм российская сборная потеряла почти всех основных центральных защитников, а Сергей Игнашевич был за сутки до матча отчислен из расположения команды, поскольку опоздал на сбор. Российские тренеры подвергли Хиддинка обильной критике за отчисление Игнашевича накануне важного товарищеского матча, которое отчасти привело к такому результату. Тем не менее, 8 сентября россияне обыграли Македонию 3:0, оставшись вдесятером при счёте 1:0 после удаления вратаря Владимира Габулова и назначения пенальти (вышедший на замену Вячеслав Малафеев парировал 11-метровый).
Двухматчевое противостояние против главного конкурента в лице англичан началось с игры 12 сентября в Лондоне на новом «Уэмбли», причём английская пресса уделяла особое внимание персоне Хиддинка. Несмотря на некоторые хорошие отрезки игры, россияне проиграли англичанам 0:3 из-за потери концентрации в некоторых моментах, а также отчасти из-за того, что шведский судья Мартин Ханссон не засчитал забитый Константином Зыряновым гол, решив, что тот подыграл рукой. После упорной работы Хиддинка с подопечными, длившейся в течение месяца, 17 октября в Москве на переполненных «Лужниках» сборная России взяла убедительный реванш со счётом 2:1: оба гола забил Роман Павлюченко, вышедший на замену во втором тайме. Примечательно, что в канун сборов Павлюченко, как и Игнашевич, опоздал на сборы, и Хиддинк провёл с ним жёсткий разговор, однако решил не отчислять игрока с надеждой на то, что тот усвоил урок. В перерыве матча Хиддинк при счёте 0:1 в пользу англичан призвал российских игроков дождаться момента, когда можно будет изменить ход матча, и начать действовать: российские игроки услышали его призыв и добились победы.
Перед игрой с Англией Виталий Мутко объявил о том, что контракт с Хиддинком будет продлён до лета 2010 года вне зависимости от того, как закончится отбор и как в случае выхода на Евро выступит сборная России. По позднейшим комментариям Хиддинка, это добавило ему уверенности в заинтересованности российской стороны в сотрудничестве, что благотворно сказалось на его последующей работе. Однако окончание отборочного цикла получилось для россиян крайне драматичным: 17 ноября команда Хиддинка сенсационно потерпела гостевое поражение от израильтян со счётом 1:2. Из-за легкомысленного подхода игроков к матчу у российской спортивной прессы сложились опасения за результат, связанные с отсутствием концентрации и самоотдачи. Хиддинк успел простыть перед матчем, а на послематчевой пресс-конференции выступил со словами поддержки в адрес сборной, выразив уверенность в будущем команды. У россиян оставался только один шанс попасть на Евро — обыграть 21 ноября в гостях Андорру и понадеяться на то, что Англия в тот же день проиграет Хорватии у себя дома (англичан устраивала ничья). Однако казавшийся невероятным расклад стал реальностью: россияне с большим трудом победили Андорру 1:0, а гарантировавшие себе первое место хорваты одержали победу над Англией 3:2, попросту вытащив сборную России на Евро. После игры с Андоррой праздновавшие выход на Евро россияне даже подбрасывали Хиддинка в воздух: сам тренер говорил, что команда сыграла в Андорре вяло, но отметил ощущение «единого целого» и проявление уважения к тренерскому штабу. Россия доигрывала матч вдесятером после того, как Андрея Аршавина удалили с поля за драку с андоррским игроком (Аршавин получил дисквалификацию на два матча чемпионата Европы), что Хиддинк осудил.

### Подготовка к финальной части Евро-2008
На жеребьёвке Евро-2008, прошедшей 2 декабря 2007 года в Швейцарии, россияне попали в группу D, где их соперниками стали Испания, Греция и Швеция: Хиддинк присутствовал на жеребьёвке, поговорив также с тренерами команд-соперниц по группе. Тогда же состоялось обсуждение дальнейшего контракта между Хиддинком и РФС, заключение которого планировалось уже на следующий год. Тем не менее, начало 2008 года оказалось снова трудным для России и Хиддинка: вечером 26 марта 2008 года россияне проиграли Румынии со счётом 0:3, даже не нанеся ни одного удара в створ ворот. Хиддинк остался недоволен результатом и игрой, отметив, что команда допускала невынужденные ошибки, но заявил, что этот матч позволит лучше подготовиться к играм группового этапа, чтобы сборная не провалилась в обороне снова. За двое суток до матча с Румынией поступили сообщения о продлении Хиддинком контракта с РФС ещё на два года, однако президент «Национальной академии футбола» Сергей Капков опроверг это, заявив, что к тому моменту не были улажены некоторые контрактные вопросы. Капкова приглашали обсудить детали, однако ему сообщили, что Мутко и Хиддинк якобы собираются что-то подписывать, и в итоге подписания как такового не состоялось. На встречу 24 марта Капков так и не сумел попасть, а Хиддинк отказался подписывать договор с РФС без подписи Капкова: тот рассчитывал, что Хиддинк подготовит программу развития российского футбола и будет чаще посещать регионы. В дальнейшем Хиддинк говорил, что речь шла о соглашении наподобие того, что было заключено в год приглашения голландца в сборную России. При этом Хиддинк настаивал, что продолжит работу со сборной до 2010 года.
На подготовку сборной к Евро-2008 Российский футбольный союз выделил всего три недели: идее о выделении четырёх недель резко воспротивились клубы. Перед отъездом россияне провели несколько открытых тренировок в Москве на стадионе Эдуарда Стрельцова, сыграв на «Локомотиве» 23 мая товарищеский матч против Казахстана и разгромив противника со счётом 6:0. Предварительный состав сборной был объявлен 14 мая, когда были названы имена 25 человек в качестве кандидатов на поездку на Евро, а окончательный состав — 27 мая. Во время чемпионата Европы в штабе сборной работали тренер по физподготовке Раймонд Верхейен и физиотерапевт Арно Филлипс. Из Москвы сборная улетела в Германию, где в городе Бургхаузене провела товарищеские матчи против Сербии 28 мая (победа 2:1) и против Литвы 4 июня (победа 4:1), вследствие чего на фоне трёх побед в товарищеских матчах с общим счётом 12:2 в прессе усилились оптимистические настроения касаемо российской сборной. Однако из-за травмы, полученной в игре против Сербии, нападающий Павел Погребняк снялся с турнира, уступив место защитнику Олегу Иванову; ещё один нападающий Александр Кержаков и вовсе не попал в заявку, поскольку, по словам Хиддинка, не умел играть на фланге и поэтому не вписывался в схему игры сборной. Базой сборной России на время чемпионата Европы стал австрийский Леоганг: сборная проживала в отеле Der Krallerhof. На время подготовки к играм в Инсбруке команда собиралась в отелях Sporthotel и Hilton, но при этом у команды возникала масса неудобств. Так, рядом с Sporthotel, где россияне жили перед матчем с Испанией, стояла церковь, в которой каждый час звенел колокол, звон которого был слышен российским игрокам слишком хорошо; под окнами Hilton в канун матча со Швецией кто-то организовал музыкальный марафон с часу дня до часу ночи и последующую вечеринку болельщиков, что Хиддинку крайне не понравилось.

### Выступление на Евро-2008
В групповом турнире россияне в первом туре 10 июня уступили Испании со счётом 1:4, а во втором туре 14 июня победили Грецию со счётом 1:0.
Одержанная в третьем туре 18 июня победа над Швецией со счётом 2:0 вывела Россию впервые с 1988 года в плей-офф крупного турнира УЕФА или ФИФА.
21 июня состоялась четвертьфинальная встреча российской сборной с командой Нидерландов: россияне победили 3:1 в дополнительное время, переиграв команду, которая на групповом этапе обыграла обоих финалистов чемпионата мира 2006 года (Францию и Италию) с общим счётом 7:1. По ходу матча россияне играли не в закрытый футбол, характерный для победного выступления сборной Греции в 2004 году на Евро, а в открытый футбол, больше атакуя. Хиддинк после матча сказал, что его подопечные превзошли Нидерланды по тактике, физике и технике.
Победа команды с восторгом была воспринята российскими болельщиками: по всей стране в ночь на воскресенье прошли массовые гуляния. В Москве на улицы вышло более 700 тысяч человек.
Отдавая должное роли, которую Хиддинк сыграл при подготовке российских футболистов, пресса называла тренера «волшебником». После победы над Нидерландами СМИ в шутку называли его и «Великим предателем» (вспоминая о том, что за день до игры Россия — Нидерланды сам Хиддинк пошутил, что готов примерить на себя роль предателя). Однако сразу после матча Хиддинк попросил его так не называть, сожалея, что употребил это слово на пресс-конференции перед матчем.
В полуфинале Евро-2008 команда России проиграла сборной Испании со счётом 0:3 и в итоге стала бронзовым призёром. Выступление российской сборной на Евро-2008 стало лучшим с 1988 года, когда сборная СССР выходила в финал чемпионата Европы.
Гус Хиддинк стал вторым тренером, под руководством которого сборная России выиграла шесть матчей подряд в рамках чемпионата Европы. Ранее пять победных матчей подряд сборная СССР проводила почти 40 лет назад — под руководством Гавриила Качалина (1961—1962 годы) и Николая Морозова (в 1965 году) и Олега Романцева (в 1999 году).

### Отбор на чемпионат мира 2010
В июле 2008 года стало известно, что за успешное выступление национальной команды на Евро-2008 Национальная академия футбола намерена выплатить Хиддинку три миллиона евро — бонусное вознаграждение, сумма которого была оговорена в контракте, заключённом с тренером двумя годами ранее. Отмечалось, что один миллион Хиддинк получит за выход сборной в финальный турнир чемпионата Европы, один — за выход в четвертьфинал Евро-2008 и один — за полуфинал. Тогда же сообщалось о том, что с Хиддинком будет подписан новый контракт. Однако в конце 2008 года в связи с финансовым кризисом в стране у руководства РФС возникли трудности с выплатой зарплаты Хиддинку. В декабре российский олигарх Роман Абрамович заявил о намерении выделить 5 миллионов долларов на финансирование зарплаты тренера. По информации СМИ, Абрамович лично побеседовал с Хиддинком и заверил его в том, что тот «нужен стране, и вне зависимости от финансового положения в России все обязательства перед ним будут выполнены».
25 декабря 2008 года «за заслуги в области физкультуры и спорта» Хиддинку было присвоено звание «Заслуженный тренер России».
К несчастью, на чемпионат мира в ЮАР сборная сенсационно не попала. Она заняла второе место в группе 4, вышла в стыковые матчи против сборной Словении. Игры прошли 14 и 18 ноября. По сумме двух встреч была ничья 2:2 (2:1; 0:1), но словенцы вышли в финальную часть за счёт гостевого гола.
Зарплата Хиддинка на посту тренера сборной России составляла 7 млн евро в год.
После неудачи со сборной России Хиддинк обещал подумать о продолжении работы со сборной и обещал вынести окончательное решение в феврале 2010 года после встречи с новоизбранным главой РФС.
13 февраля в своей колонке на сайте De Telegraaf Хиддинк сообщил о том, что покинет пост главного тренера сборной России по истечении нынешнего контракта, что случится 30 июня. Такое решение было принято после беседы с новым президентом РФС Сергеем Фурсенко. Последний матч под руководством Хиддинка сборная России провела 3 марта 2010 года со сборной Венгрии — 1:1.

## После сборной России

### «Челси»
После череды невзрачных игр в чемпионате Англии из «Челси» был уволен главный тренер Луис Фелипе Сколари. После непродолжительных переговоров Хиддинк согласился возглавить «Челси» до конца сезона 2008/09. В 2009 году «Челси» под руководством Хиддинка выиграл Кубок Англии, победив в финальном матче «Эвертон» со счётом 2:1. Лондонцы вышли в полуфинал Лиги чемпионов, где на последней минуте ответного матча против «Барселоны» пропустили гол от Андреса Иньесты, сравнявшего счёт, и потому не вышли в финал.

### Сборная Турции
14 февраля Хиддинк подписал контракт с национальной командой Турции, в должность главного тренера которой он официально вступил 1 августа 2010 года.
Отборочный цикл Евро-2012 сборная Турции начала с побед над сборными Казахстана и Бельгии. Затем сборная проиграла Германии 0:3 и сенсационно уступила Азербайджану 0:1. На следующий день Хиддинка вызвали в турецкий парламент, на котором он должен представить отчёт о проделанной работе и ответить за поражение от сборной Азербайджана. В свою очередь, президент Турецкой футбольной федерации Махмут Озгенер заявил, что вариант с отставкой Гуса не рассматривается.
17 ноября 2010 года турки провели первый товарищеский матч при Хиддинке. Их соперником стала сборная Нидерландов: турецкая сборная уступила со счётом 0:1.
В 2011 году Турция стала играть более стабильно, заняла второе место в отборочной группе (уступив первое сборной Германии) и попала в стыковые матчи. В первом стыковом матче турки с крупным счётом уступили Хорватии (0:3), а в ответном матче сыграли вничью 0:0 и не попали на Евро-2012. На следующий день голландский специалист расторг контракт с турецкой сборной.

### «Анжи»
17 февраля 2012 года Хиддинк подписал контракт по системе 1+1 с российским клубом «Анжи» Махачкала, согласно которому он занял пост главного тренера и должность вице-президента по развитию клуба. 5 марта «Анжи» провёл первую официальную игру под руководством Хиддинка, переиграв московское «Динамо» 1:0. По итогам сезона клуб занял пятое место в чемпионате, гарантировав себе участие в Лиге Европы. В 2012 году Хиддинк вывел «Анжи» в плей-офф Лиги Европы, выйдя из группы А со второго места, уступив первое английскому «Ливерпулю». В 1/16 «Анжи» выиграл у «Ганновера», в 1/8 проиграл ещё одному клубу из АПЛ — «Ньюкаслу».
В сезоне 2012/2013 Хиддинк привёл «Анжи» к бронзовым медалям чемпионата России — к первым в истории клуба. Также «Анжи» во второй раз в истории вышел в финал Кубка России, уступив в серии пенальти ЦСКА. По окончании сезона Хиддинк продлил контракт ещё на один сезон. 22 июля 2013 года подал прошение об отставке с поста главного тренера, которое было удовлетворено руководством клуба.

### Сборная Нидерландов
В марте 2014 года стало известно, что после чемпионата мира в Бразилии Гус Хиддинк вновь возглавит национальную сборную Нидерландов, подписав контракт на два года. В первом матче под руководством Хиддинка нидерландцы в товарищеском матче уступили сборной Италии (0:2). Нидерландцы неудачно начали отбор на Евро-2016, уступив чехам и исландцам, в связи с чем в прессе появилась информацию о возможном увольнении Хиддинка. Улучшить ситуацию в дальнейшем тренеру не удалось, в результате чего летом 2015 года он был уволен, а его место занял Данни Блинд. Блинду также не удалось наладить игру сборной, в результате чего впервые с 2002 года сборная Нидерландов пропустила крупный международный турнир.

### «Челси»
19 декабря 2015 года Хиддинк вновь был назначен исполняющим обязанности главного тренера «Челси», возглавив команду до конца сезона. Предыдущий тренер «синих» Жозе Моуринью был уволен в связи с неудовлетворительными результатами команды. Команда вылетела из всех кубковых турниров, а в чемпионате Англии заняла лишь 10-е место, что стало худшим результатом в эпоху Романа Абрамовича.

### Сборная Кюрасао
1 сентября 2020 года Хиддинк возглавил сборную Кюрасао — составной части Королевства Нидерландов. Изначально контракт был рассчитан на два года — до окончания чемпионата мира 2022, но 9 сентября 2021 Хиддинк объявил о завершении карьеры тренера.

### Сборная Австралии
25 сентября 2022 года временно вернулся к работе и присутствовал на товарищеском матче с Новой Зеландией (2:0) в качестве помощника главного тренера Грэма Арнольда.

## Тренерский стиль

### Тактика
Хиддинк известен как сторонник атакующего футбола: расстановка игроков на поле в его команде предусматривала разные схемы, начиная от игры в три защитника (схема 3-5-2) при отсутствии классического опорного полузащитника, что считалось крайне рискованным и опасным вариантом, и заканчивая схемой с четырьмя защитниками (4-5-1) с мощным габаритным нападающим. В тактическом плане «основой основ» Хиддинк считал прессинг: в случае потери мяча или срыва атаки команда должна была атаковать противника на чужой половине поля, а не бежать стремительно к своим же воротам. Также он выступал за то, чтобы игроки его команды не располагались компактно в середине поля, а использовали всё его свободное пространство.
Внедрение новой тактики для команды, по словам Хиддинка, всегда требовало много времени: так, за свой первый год работы в «ПСВ» ему не сразу удалось создать базу для будущих побед клуба. На первых порах Хиддинку не удавалось привить новую модель игры для сборной России: команда в первых встречах играла слишком осторожно и при втором-третьем пасе отправляла мяч в аут или отдавала его противнику, а при атаке игроки в панике пасовали назад или наносили удары из крайне невыгодных положений. Сборную Австралии он долго отучивал от множества старых привычек: на играх Кубка конфедераций обычно несколько полузащитников австралийцев собирались примерно в 20—25 метрах от штрафной, оставляя впереди пару форвардов, причём эта расстановка не менялась, даже если противник играл с одним форвардом.
В интервью 2006 года Хиддинк говорил, что предпочитает назначать в качестве капитана команды центрального защитника или центрального полузащитника, поскольку игрок из центра умеет лучше других регулировать события и поведение партнёров на поле. Для него важным является наличие нескольких игроков в команде, способных исполнять обязанности капитана, однако регулярную смену капитанов Хиддинк считает неуместной. Также для Хиддинка важны наличие в каждой из линий игрока, который знал бы тактическую линию команды и умел бы управлять, а также обязательный голосовой контакт игроков друг с другом, поскольку тренер не всегда может докричаться до каждого из игроков во время матча.
При обороне после подачи угловых Хиддинк тщательно планировал действия защитников и вратаря, отмечая их позиции и указывая функции при обороне, однако иногда при повторных навесах его подопечные иногда попросту теряли концентрацию, не зная, что предпринимать в такой ситуации, и пропускали гол. В атаке Хиддинк предпочитает использовать крупногабаритных форвардов в случае, если у центра обороны противника есть серьёзные проблемы с подбором игроков; в случае, если в центре обороны играют рослые и мощные защитники, Хиддинк делает ставку на быстрых и юрких нападающих. В то же время Хиддинк предпочитал делать ставку чаще на скорость и атаки с ходу, а не позиционное наступление. В обороне ему по ходу дела приходилось производить перестановки не только в рамках подготовки к турниру, но и по ходу матча, меняя местами игроков, игравших на противоположных флангах.

### Физическая подготовка
В сборных Южной Кореи, Австралии и России при подготовке к матчам финальных этапов международных турниров Хиддинк обязательно делал ставку на очень высокий уровень физической подготовки, рассчитывая измотать противника. Важную роль в физической подготовке команд играл тренер Раймонд Верхейен: с его помощью Хиддинк, работая со сборной Республики Корея, довёл физическое состояние корейцев до уровня, позволявшего им отыграть на высоких скоростях все 90 минут. Хиддинк подверг корейцев огромным физическим нагрузкам, однако дал понять: тем, кто не сдавал нормативы, не светило попадание в заявку сборной на домашний чемпионат мира 2002 года. В течение трёхнедельной подготовки к чемпионату мира 2006 года сборная Австралии тренировалась в жару, а игроки, по словам защитника «Блэкберн Роверс» Бретта Эмертона, всё это время «вкалывали как проклятые». Полузащитник «Ливерпуля» Харри Кьюэлл отмечал, что Хиддинк умеет психологически готовить команду к матчу, а также «чрезвычайно профессионален… и в тактических приготовлениях к конкретным матчам, и в физподготовке, и в организации работы, и в настрое». Он даже сравнивал Хиддинка по уровню профессионализма с Рафаэлем Бенитесом, под руководством которого выиграл Лигу чемпионов в сезоне 2004/2005. Нападающий «Мидлсбро» и капитан сборной Австралии на чемпионате мира 2006 года Марк Видука, комментируя выход своей сборной в плей-офф чемпионата мира, лаконично назвал Хиддинка «гением».
Под руководством Верхейена готовилась и сборная России к чемпионату Европы 2008 года. В ходе трёх недель подготовки российская команда подвергалась очень серьёзным физическим нагрузкам, и игроки испытывали боль на тренировках, но Хиддинк говорил, что со следующей недели самочувствие игроков улучшится. Нагрузки планировалось снизить немного за один или два дня до официальных матчей первенства. По словам Виктора Онопко, объём физических нагрузок и акцент на физподготовку в сборной Хиддинка были сопоставимы с теми, которые были при Валерии Лобановском. Как оказалось, российские игроки сбросили от 2 до 4 кг за три недели, а второй тренер сборной Испании отмечал сборную России как одну из лучших по физической готовности. Одним из оригинальных упражнений, которое было предложено Верхейеном на Евро-2008 во время тренировок в Леоганге, было следующее: игроки с четырёх сторон совершали рывки в одну точку, а затем меняли направление движения на 45 градусов, огибая друг друга на высокой скорости. Таким образом игроки учились избегать ненужных столкновений. Для укрепления мощи игроков в единоборствах игроки бежали с разных сторон друг на друга и сталкивались друг с другом сначала плечом, а потом грудью.
Особую роль в физической подготовке играло и правильное питание: по требованию Гуса игроки российской сборной обязательно принимали пищу за три с половиной часа до каждой встречи, что позволяло избежать утраты физических сил по истечении первого часа игры, а после окончания вечерних встреч в обязательном порядке ужинали, невзирая даже на поздний час. Из рациона команды за время подготовки к матчам исключались алкоголь, мороженое, чипсы и шоколад, а сладкое в целом ограничивалось (особенно в день матча). В виде исключений мог быть позволен бокал вина после матча.

### Подбор игроков
Подбор игроков на матч проводился Хиддинком исходя из принципов омоложения команды при отсутствии мотивации у уже имеющихся игроков (в том числе и ветеранов, имевших опыт выступления на крупных турнирах). Так, российская сборная в канун чемпионата Европы 2008 года стала самой молодой по возрасту, но самой малоопытной по суммарному количеству матчей игроков состава за сборную. В то же время Хиддинк ставил в основной состав сборной именно тех игроков, которые в матчах за клубы и на тренировках сборной всегда выкладывались по максимуму и всячески демонстрировали желание играть за сборную. По его мнению, игрок сборной во время матча должен не выжидать ошибки противника и быть пассивным, а брать инициативу в свои руки и создавать тем самым проблемы противнику, чтобы оправдывать своё место в составе.
Работая со сборной России, Хиддинк нередко проводил эксперименты, переводя на необычные позиции игроков (так, Юрий Жирков стал играть на позиции левого защитника, Иван Саенко — на позиции правого полузащитника, Сергей Семак — опорного полузащитника, Дмитрий Сычёв — правого полузащитника). Также в плане подготовки россиян Хиддинк стремился не подстраиваться под взгляды тренеров «советской школы», а развить лучшие качества футболистов и сделать ставку на новый образ мышления игроков. Также Хиддинк нередко шёл на риск: в канун чемпионата Европы 2008 года он даже не включил в окончательную заявку одного из лучших бомбардиров в лице Александра Кержакова. Выбирая в дилемме между принципами «модель для игроков» или «игроки для модели», останавливался на втором варианте, делая ставку на оптимальный принцип игры и подбирая именно под него игроков. С другой стороны, в качестве опорного полузащитника и капитана он заявил Сергея Семака, который не вызывался в команду с 2005 года.

### Дисциплина
Работая с игроками, Хиддинк тщательно стремился избавлять их от склонности к симуляциям на поле: в частности, ему пришлось отучивать от этой привычки молодого Арьена Роббена, когда тот ещё играл за ПСВ. При матчах против заведомо слабых команд, которые любили провоцировать соперников, Хиддинк тщательно инструктировал команду ни в коем случае не поддаваться на провокации и не ввязываться в драки, даже если условия проведения матча (например, некачественное поле) выводят игроков из себя. Комментируя выход сборной на Евро-2008, Хиддинк напомнил российской сборной о том, что от неё требуется физическая, тактическая и моральная подготовка: игрокам, по его словам, необходимо было «принести кое-что в жертву», но некоторых футболистов пришлось «будить», чтобы они подготовились к этой жертве. Хиддинк также считал, что российские игроки обладают недостаточной «ментальной жёсткостью», каковая была у советских игроков, и не всегда готовы в некоторых ситуациях идти на риск, чтобы выиграть какой-нибудь эпизод.
Возглавив сборную Республики Корея, Хиддинк изменил кардинальным образом систему подготовки команды, тактику и отношения в коллективе, чему поначалу воспротивились, однако результаты заставили корейцев пересмотреть взгляды на работу Хиддинка, и его методики даже стали брать на вооружение корейские бизнесмены и крупные компании. В частности, до прихода Хиддинка в корейской сборной были три отдельных стола для молодых игроков, игроков среднего возраста и ветеранов (самых старших в команде), и молодым запрещалось разговаривать со старшими. Хиддинк заставил команду обедать за общим столом, и это, по словам Ли Чхон Су позволило игрокам намного лучше узнать друг друга и наладить отношения внутри состава. При необходимости Хиддинк проявлял строгость: так, он отчислил из расположения российской сборной Сергея Игнашевича в канун игры против Польши в августе 2007 года за опоздание на сборы. О невызове игроков в сборную он сообщал им лично ещё до того, как оглашал заявку на учебно-тренировочные сборы и матчи, чтобы не давать поводов для конфликтов. Наконец, Хиддинк обеспечил обязательное присутствие игроков сборной России на лекции главы КФА Сергея Зуева о судействе на чемпионате Европы 2008 года.

### Психология
О талантах Хиддинка как психолога говорил Харри Кьюэлл, отмечая умение нидерландского тренера сплотить команду и зарядить её победным духом. По словам Александра Кержакова, перед ответственными матчами Хиддинк никогда не выдавал признаков мрачности, а шутил и общался с игроками: такое могло быть в тех случаях, когда тренер был абсолютно уверен в победе. При этом Хиддинк старался не пускать в раздевалку российской сборной посторонних лиц, чтобы не лишать команду концентрации: так, перед игрой против Эстонии 11 октября 2006 года Виталий Мутко произнёс очень долгую речь перед игроками в раздевалке, и Хиддинк вынужден был уговаривать его уйти, отметив при этом огромный энтузиазм президента РФС.
В сборной России Хиддинку пришлось стараться также избавить игроков от психологической скованности — от так называемого «футбольного лузерства», вызванного тем, что сборная с 1992 года не могла преодолеть групповой этап любого международного турнира. В период своей работы в России Хиддинк предоставил большую по сравнению со своими предшественниками степень свободы российским игрокам, связанную с настроем на матчи. Так, игрокам иногда давали выходной перед матчем с возможностью поужинать в ресторане или просто погулять. По словам Хиддинка, игроков необходимо было настроить на игру так, чтобы они мысленно вернулись в детство, когда игра в футбол воспринималась в качестве «величайшей мечты». Со временем журналисты стали чаще замечать веселящихся на базе игроков российской сборной, что было связано с созданием чувства раскрепощённости и раскованной атмосферы в национальной команде. Однако в марте 2010 года, по словам Динияра Билялетдинова, Хиддинк признал, что игроки слегка переоценили предоставленную Хиддинком свободу и «сели ему на шею».

## Видение развития футбола

### Отношения с общественностью
В плане работы с журналистами Хиддинк известен как крайне открытый человек, не только дающий подробные ответы на каждый вопрос, но и относящийся к прессе вполне дружелюбно. Российские деятели искусства (такие, как Михаил Ефремов, Сергей Мигицко, Александр Розенбаум и Александр Шаганов) высоко оценивали работу Хиддинка, отмечая преимущественно его высокие профессиональные качества как тренера; в то же время Ефремов и Мигицко выделял наличие позитива, который излучал Хиддинк при работе с игроками. Сам Хиддинк всегда говорил о себе, что стремится искать позитивные моменты в любой ситуации, какой бы сложной она ни была.
В 2002 году сотрудник Института экономических исследований при корпорации Samsung Кан Хан Су (Kang Hang Soo) опубликовал статью, в которой проанализировал принципы работы Хиддинка на посту главного тренера сборной. Он выделил следующие составляющие в работе Хиддинка: неуступчивость (Хиддинк придерживался только своих взглядов на футбол), беспристрастность (он подбирал футболистов, исходя только из их игровых характеристик), фундаментальные правила жизни команды (приём пищи, поведения на собрании и тренировках), новаторство (новые отношения между старшими и младшими) и чёткая постановка целей. Главным, по мнению Кана, стало то, что Хиддинк добился от игроков осознанного отношения к делу: они отныне не бездумно выполняли указания тренера, а стремились понять его идеи и задумки. Кан призвал бизнес-менеджеров учиться у Хиддинка принципам управления коллектива, поскольку работал нидерландского тренера могла стать отличным примером для менеджера, желающего достигнуть успеха с компанией.

### Судьи
Хиддинк в интервью 2006 года утверждал, что за исключением редких случаев не приемлет обвинения в адрес судьи со стороны потерявшей очки команды: по его словам, команда должна уметь проигрывать. Разбирая судейские ошибки, приводившие к поражению (например, незасчитанные голы), он отмечал, что порой судьи попросту «грабят» пострадавшую команду, но настаивал, что поражения не случаются исключительно по вине арбитра.

### Футбольная политика
Хиддинк отмечал важность наличия у национальной сборной хорошей инфраструктуры и возможности оперативно готовить любой стадион для проведения матча сборных. Так, он добился того, чтобы игроки сборной России проводили подготовки к матчам на центральных стадионах и собирались не на базе в Бору, а в пятизвёздочных отелях. О российских командах он говорил, что каждому российскому клубу нужны два-три высококлассных легионера, а остальными игроками могут быть молодые российские игроки, прошедшие должную подготовку. По мнению Хиддинка, в развитии футбольной инфраструктуры важны все мелочи от подготовки детских тренеров до системы поиска юных талантов.
Комментируя финансовую составляющую карьеры игрока, Хиддинк настаивает на том, что деньги не могут быть подлинной мотивацией для игроков сборной: он выражал недоумение тому, что игроки российских клубов и сборной получают огромные бонусы за победы в некоторых матчах. Признавая важность хорошего заработка для игроков в условиях свободного рынка, Хиддинк советовал не «задирать финансовую планку чрезмерно высоко», напоминая, что подлинными хозяевами футбола и клубов являются именно болельщики. В качестве основной мотивации игрока Хиддинк называет исключительно любовь к процессу самой игры в футбол.

## Достижения

### В качестве игрока
«Де Графсхап»
- Чемпион Твеедедивизе: 1968/69

### В качестве тренера
ПСВ
- Чемпион Эредивизи (6): 1986/87, 1987/88, 1988/89, 2002/03, 2004/05, 2005/06
- Обладатель Кубка Нидерландов (4): 1987/88, 1988/89, 1989/90, 2004/05
- Обладатель Суперкубка Нидерландов: 2003
- Обладатель Кубка европейских чемпионов: 1987/88

 «Реал Мадрид»
- Обладатель Межконтинентального кубка: 1998

 «Челси»
- Обладатель Кубка Англии: 2009

 Сборная Нидерландов
- Четвёртое место на чемпионате мира: 1998

 Сборная Южной Кореи
- Четвёртое место на чемпионате мира: 2002

 Сборная России
- Бронзовый призёр чемпионата Европы: 2008

### Тренерская статистика
| Команда             | Страна                             | Начало работы    | Окончание работы | Результаты | Результаты | Результаты | Результаты | Результаты |
| Команда             | Страна                             | Начало работы    | Окончание работы | И          | В          | Н          | П          | В %        |
| ------------------- | ---------------------------------- | ---------------- | ---------------- | ---------- | ---------- | ---------- | ---------- | ---------- |
| ПСВ                 | Флаг Нидерландов                   | 16 марта 1987    | 30 июня 1990     | 153        | 104        | 28         | 21         | 67,97      |
| Фенербахче          | Флаг Турции                        | 1 июля 1990      | 13 марта 1991    | 29         | 13         | 7          | 9          | 44,83      |
| Валенсия            | Флаг Испании                       | 1 июля 1991      | 30 ноября 1993   | 112        | 56         | 26         | 30         | 50,00      |
| Валенсия            | Флаг Испании                       | 26 марта 1994    | 30 июня 1994     | 8          | 3          | 3          | 2          | 37,50      |
| Сборная Нидерландов | Флаг Нидерландов                   | 1 января 1995    | 12 июля 1998     | 39         | 22         | 8          | 9          | 56,41      |
| Реал Мадрид         | Флаг Испании                       | 10 июля 1998     | 24 февраля 1999  | 34         | 20         | 4          | 10         | 58,82      |
| Реал Бетис          | Флаг Испании                       | 1 февраля 2000   | 31 мая 2000      | 13         | 3          | 6          | 7          | 18,75      |
| Сборная Южной Кореи | Флаг Республики Корея              | 1 января 2001    | 8 июля 2002      | 38         | 14         | 13         | 11         | 36,84      |
| ПСВ                 | Флаг Нидерландов                   | 1 августа 2002   | 30 июня 2006     | 192        | 128        | 35         | 29         | 66,67      |
| Сборная Австралии   | Флаг Австралии                     | 22 июля 2005     | 9 июля 2006      | 13         | 8          | 2          | 3          | 61,54      |
| Сборная России      | Флаг России                        | 9 июля 2006      | 30 июня 2010     | 39         | 22         | 7          | 10         | 56,41      |
| Челси               | Флаг Англии                        | 16 февраля 2009  | 31 мая 2009      | 22         | 16         | 5          | 1          | 72,73      |
| Сборная Турции      | Флаг Турции                        | 1 августа 2010   | 16 ноября 2011   | 16         | 7          | 4          | 5          | 43,75      |
| Анжи                | Флаг России                        | 17 февраля 2012  | 22 июля 2013     | 62         | 33         | 15         | 14         | 53,23      |
| Сборная Нидерландов | Флаг Нидерландов                   | 1 августа 2014   | 29 июня 2015     | 10         | 4          | 1          | 5          | 40,00      |
| Челси               | Флаг Англии                        | 19 декабря 2015  | 15 мая 2016      | 27         | 10         | 11         | 6          | 37,03      |
| Китай (олимп.)      | Флаг Китайской Народной Республики | 10 сентября 2018 | 20 сентября 2019 | 6          | 3          | 3          | 0          | 50,00      |
| Кюрасао             | Флаг Кюрасао                       | 22 августа 2020  | 9 сентября 2021  | 6          | 3          | 2          | 1          | 50,00      |
| Всего               | Всего                              | Всего            | Всего            | 822        | 469        | 180        | 173        | 57,06      |

Данные на 28 февраля 2023 года

## Награды
- Футбольный тренер года в Азии: 2002
- Почётный гражданин Сеула: 2002[171]
- Премия имени Ринуса Михелса
- Орден «За спортивные заслуги» 1 класса Республики Корея — орден Синего дракона (2 июля 2002)[172][173][174][175]
- Заслуженный тренер России (2008)
- Награда за особые заслуги перед «Челси»: 2016

## Личная жизнь

### Семья
Хиддинк долгое время состоял в отношениях с Элизабет Пинас, нидерландкой суринамского происхождения. О себе Элизабет говорила в шутку, что является в семье «диктатором»; не сразу согласилась на переезд мужа в Россию, однако первые визиты позволили ей развеять сложившиеся предубеждения и стереотипы о России.
Официальная супруга Хиддинка — Ине Бёмкес. Дети — Марк (1972 года рождения), Майкл (1969 года рождения).

### Хобби и увлечения
Хиддинк утверждает, что свободно говорит на пяти языках: кроме родного нидерландского, свободно владеет английским, немецким, французским и испанским (испанский был последним языком, который Хиддинк свободно выучил). Чуть хуже он изъясняется по-итальянски и по-португальски, обладает базовыми познаниями в корейском и японском языках.
С 2006 года Гус также изучал русский язык, уделяя этому время всякий раз, когда уезжал в Нидерланды: он осваивал разговорный и письменный язык. К октябрю 2006 года он заявил, что освоил алфавит, однако мог вести только небольшие разговоры (в том числе с водителем).
Одним из увлечений Хиддинка в детстве была дрессировка охотничьих собак, которой он занимался с дедом: считается, что это помогло развить Хиддинку педагогический талант. Однако охоту на животных Хиддинк не любил: однажды, охотясь с дедом, он подстрелил зайца, но зарёкся с тех пор не стрелять в животных. Другим его увлечением является фотография.
На тренировках в свободное время Хиддинк также играл в большой теннис: по словам Арно Филлипса, хотя Хиддинк почти не мог бегать в своём возрасте, у него были мощные и точные удары, благодаря которым он не оставлял ни единого шанса противнику.

### Налоговый скандал
В сентябре 2006 года Гус Хиддинк предстал перед судом нидерландского города Хертогенбос по обвинению в уклонении от уплаты налогов: Хидиднка обвинили в том, что в 2002—2003 годах, когда он тренировал «ПСВ», в налоговых декларациях он указывал не нидерландский Эйндховен, а бельгийский Ахел, выплачивая налог не в размере 52 %, а в размере 33 %. Изменение места проживания привело к тому, что Хиддинк не заплатил налоги на сумму 1,4 млн евро. Основанием для возбуждения уголовного дела стало расследование деятельности директора «ПСВ» Фонса Спорена, которую полиция сочла подозрительной, а позже расследование было начато и в отношении финансового советника Хиддинка Симона ван ден Бомена, который не раз обвинялся в подтасовке финансовых документов многих своих клиентов
Хиддинку грозил тюремный срок до 6 лет лишения свободы и штраф в размере 45 тысяч евро за каждый доказанный эпизод сокрытия средств от налоговых органов. Нидерландская прокуратура ограничилась требованием приговорить Хиддинка к 10 месяцам тюрьмы. Адвокаты требовали полного оправдания тренера, настаивая на том, что дело носит административный характер, а не уголовный, и считая подозрительным тот факт, что нидерландские чиновники тянули несколько лет после установки фактов о сокрытии налогов. Также адвокаты настаивали на том, что установить полный объём сокрытой от налогообложения суммы невозможно, а виновным в этом деле является ван ден Бомен, который якобы и посоветовал Хиддинку указать Ахел в качестве места проживания, убеждая его в законности такого шага. Суд всё же постановил, что дело будет рассматриваться в уголовном порядке: хотя обвинения в неуплате налогов за 2002 год были сняты, суд признал Хиддинка виновным в неуплате налогов за 2003 год. Хиддинк был приговорён к 6 месяцам тюрьмы условно и выплате штрафа в 45 тысяч евро, а также обязав его компенсировать недоплаченные 1,4 млн евро в доход государству. Наказание было обусловлено тем, что Хиддинк не привлекался прежде к уголовной ответственности и что его репутация в СМИ уже пострадала.
Сам Хиддинк не присутствовал на суде, узнав о приговоре суда по телефону, и пообещал подать апелляцию. Российский футбольный союз на фоне новостей об уголовном деле обещал создать Хиддинку максимально комфортные условия, а также заступился за тренера, заявив, что тот лишь следовал советам бухгалтера, стремясь оптимизировать налоги.

### Деятельность в СМИ
18 октября 2006 года Хиддинк комментировал для нидерландского телевидения матч Лиги чемпионов между ПСВ и «Галатасараем», проходивший в Стамбуле.
В том же году Хиддинк представил собственную автобиографию «Хиддинк: это мой мир» (нидерл. Hiddink: Dit Is Mijn Wereld), написанную в соавторстве с Франсом ван Ньювенхофом: презентация состоялась в местечке Ворден, а также принял участие во вручении премии лучшим нидерландским спортивным журналистам от литературно-футбольного журнала Hard gras.
В 2018 году снялся в рекламном ролике марки пива «Жатецкий гусь».

### Увековечивание памяти
На родине Хиддинка в городе Варссевелд находился музей Хиддинка «Guuseum» (сложение слов Guus и нидерл.  museum — музей), который снесли в 2009 году. В 2008 году в Крыму местными жителями был установлен памятник Гусу Хиддинку за то, что он вывел сборную России в плей-офф (памятник был установлен за три часа до игры против Нидерландов в четвертьфинале Евро).

## Комментарии
1. ↑  Согласно нидерландско-русской практической транскрипции, это имя по-русски следует передавать как Гюс.